# Katya Zamolodchikova
Katya Zamolodchikova, właściwie Brian Joseph McCook (ur. 1 maja 1982 w Boston, Massachusetts, USA) – drag queen, artystka sceniczna, autorka książki, komik. Katya zdobyła ogólnoświatową popularność za sprawą udziału w 7 sezonie reality-show Rupaul’s Drag Race, gdzie zajęła piąte miejsce i występu w 2 sezonie Rupaul's Drag Race All Stars, plasując się na drugiej pozycji. Rozpoznawalność zdobyła również dzięki prowadzeniu internetowych programów UNHhhh i The Trixie & Katya Show, w których występowała razem z Trixie Mattel. Trixie i Katya stanowią komediową parę i często biorą udział we wspólnych projektach. W 2019 roku magazyn New York przyznał artystce 13 miejsce w liście „Najbardziej Wpływowych Drag Queen w Ameryce”, gdzie rozpatrywane były osiągnięcia 100 innych postaci.

## Wczesne życie
McCook został wychowany w Marlborough, Massachusetts w katolickiej rodzinie. W 2000 roku ukończył liceum w Marlborough. Następnie uczęszczał do uniwersytetu w Bostonie i po roku przeniósł się do Massachusetts College of Art and Design, gdzie na wydziale Studio for Interrelated Media (SIM) studiował sztukę wideo i performancje z elementami psychologii. Zajęcia na uczelni przyczyniły się do późniejszego zainteresowania sztuką dragu.

## Kariera
Brian McCook w 2006 roku stworzył rosyjską drag personę Katyi Zamolodchikovej, która inspirowana była jego ulubioną rosyjską gimnastyczką, Eleną Zamolodchikovą. W wywiadzie wyznał, że intensywny wpływ na jego postać miały znane kobiety ze świata rozrywki, takie jak: Lana del Rey, Maria Bamford, Tracy Ullman, Amy Sedaris i przede wszystkim Ałła Pugaczowa. Wczesne lata kariery opierały się na występach na terenie Bostonu, gdzie Katya, pod kilkoma różnymi pseudonimami, prezentowała utwory rosyjskich wykonawców.
W 2015 roku, po pięciu kastingach, wzięła udział w 7 sezonie amerykańskiego reality-show Rupaul’s Drag Race, gdzie zajęła piąte miejsce i zdobyła nagrodę publiczności (ang. Miss Congenialty). W następnym roku uczestniczyła w 2 sezonie Rupaul’s Drag Race All Stars, gdzie pomimo w czasie sezonu trzykrotnie stawała na podium, uplasowała się na drugim miejscu ze współzawodniczką Detox.
W marcu 2016 roku premierę miała miejsce internetowa seria UNHhhh, publikowana na serwisie YouTube we współpracy z firmą World of Wonder. W programie, Trixie i Katya, w sposób humorystyczny poruszają różnorodne tematy. Każdy z filmików nagrywany jest przed green screenem i trwa około 10–20 minut. UNHhhh zostało nominowane do sześciu Streamy Awards i wygrało w kategorii Unscripted Series w 2020 roku.
Obie drag queen nawiązały również współpracę z firmą Netflix w 2019 roku. Efektem wspólnych działań został program I Like to Watch, publikowany na YouTube.
Wspólnie z Trixie Mattel, od 2020 roku, artystka tworzy także podcast pod tytułem The Bald and The Beautiful. Epizody pojawiają się raz w tygodniu, między innymi na platformie YouTube.